# Giovanni Battista Bononcini

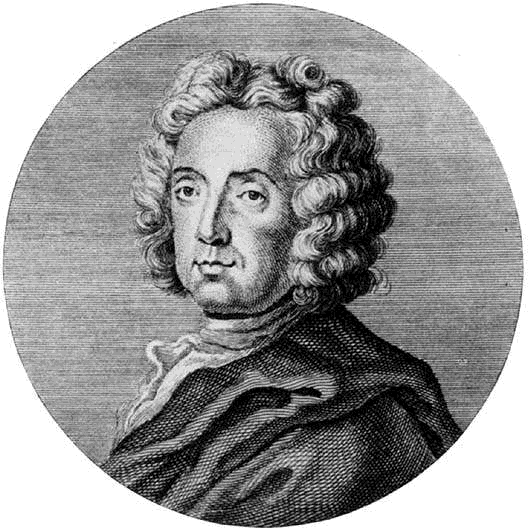
Giovanni Battista Bononcini

Giovanni Battista Bononcini, född 18 juli 1670 i Modena, död 9 juli 1747 i Wien, var en italiensk kompositör, verksam under barocken.

## Biografi
Giovanni Battista Bononcini var son till kompositören och violinisten Giovanni Maria Bononcini (1642-78), och bror till kompositören Antonio Maria Bononcini. Giovanni Battista Bononcini blev violoncellist i hovkapellet i Wien och gjorde lycka med flera operor såväl där som i Rom och Berlin, där han blev drottningens hovkomponist. 
1716 kallades han till den nya "King's theatre" i London, och där inträffade hans bekanta tävling med Händel, en tävling som nästan antog politisk karaktär då Händel beskyddades av hovet och Bononcini av hertigen av Marlborough. Åtta nya operor av Bononcini uppfördes men striden slutade med hans nederlag, i synnerhet då det uppdagades att han utgivit en madrigal av Antonio Lotti som sin egen komposition. 1733 for han till Paris med en alkemistisk svindlare som grundligt utplundrade honom. Giovanni Battista Bononcini skrev även mässor, oratorier och diverse instrumentalmusik.

## Operor

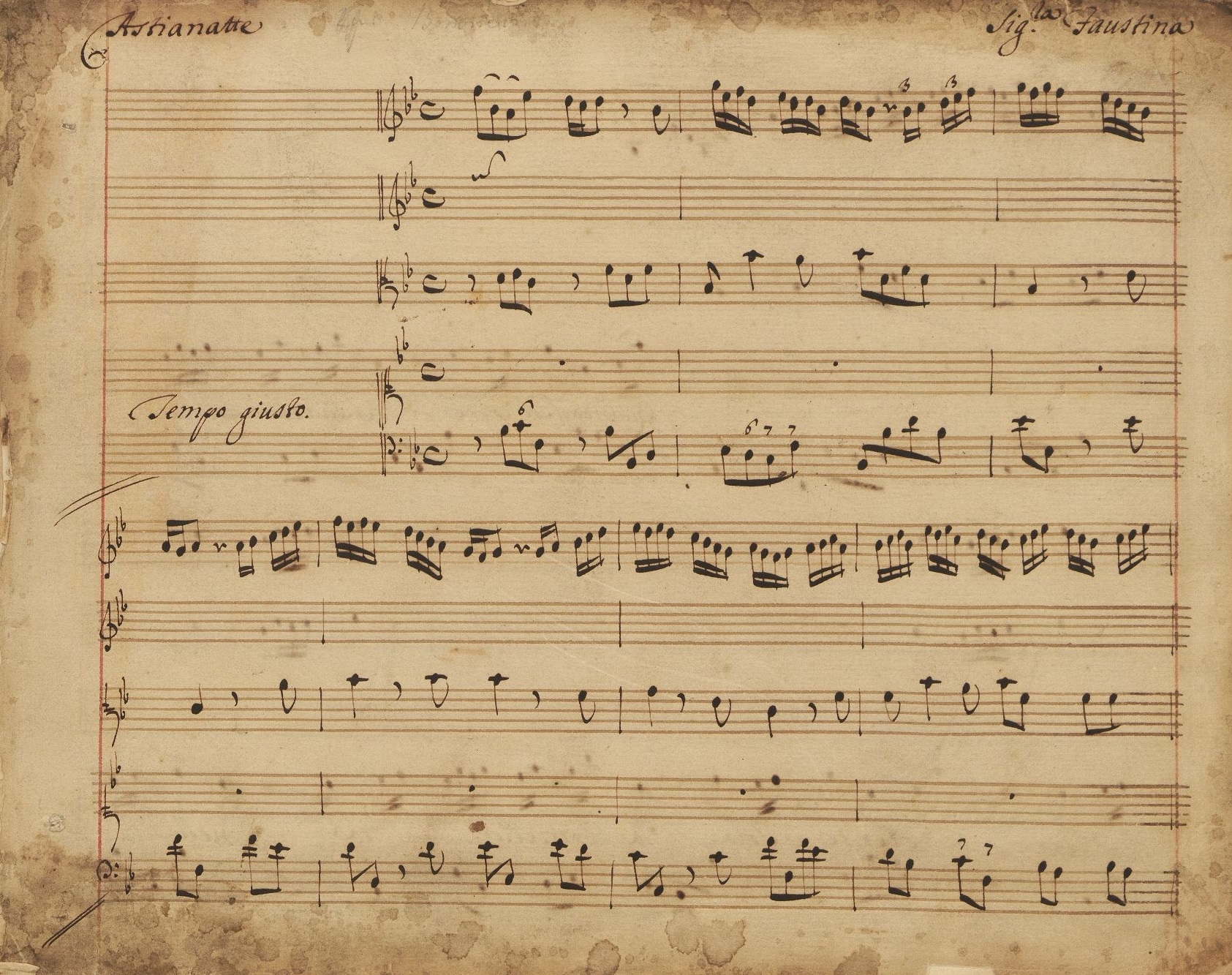
Astianatte, c. 1727

- Xerse (1694)
- Il trionfo di Camilla (1696)
- L'amore eroica fra pastori (1696)
- La clemenza di Augusto (1697)
- La fede pubblica (1699)
- Cefalo (1702)
- Etearco (1707)
- Maria fuggitivo (1708)
- Astarto (1720)
- L'odio e l'amore (1721)
- Crispo (1721)
- Griselda (1722)
- Erminia (1723)
- Calphurnia (1724)
- Astianatte (1727)
- Alessandro in Sidone (1737)

## Övriga verk
- Messe brevi (1688)
- Divertimenti da camera (1722)
- XII Sonatas for the Chamber (1732)
- Lidio, schernito amante (cantata)